# Кубок Австрии по футболу среди женщин
Женский кубок Австрии по футболу (нем. ÖFB-Ladies-Cup) — ежегодное женское футбольное соревнование в Австрии. Учреждён Австрийским футбольным союзом в 1972 году. В турнире принимают участие клубы из Бундеслиги и Второй фрауенлиги.

## Список победителей кубка
- Ландхаус (11): 1973, 1975, 1976, 1980, 1986-1988, 1997, 2000—2002
- Нойленгбах (10): 2003—2012
- Санкт-Пёльтен (9): 2013—2019, 2022—2023
- Унион Кляйнмюнхен (6): 1991, 1993, 1995, 1996, 1998, 1999
- Остбан XI (5): 1974, 1981—1984
- Ваккер Инсбрук (2): 1985, 1994
- Электра Вена (2): 1977, 1978
- Грац (1): 1979
- Брунн-ам-Гебирге (1): 1990